# Thomas Chung An-zu
Thomas Chung An-zu (chinesisch 鐘安住 Zhōng Ānzhù; * 7. August 1952 in Yunlin) ist ein taiwanischer Geistlicher und römisch-katholischer Erzbischof von Taipeh.

## Leben
Thomas Chung An-zu besuchte die Schule der Salesianer Don Boscos. Anschließend studierte er Philosophie und Katholische Theologie am Priesterseminar in Tainan. Am 26. Dezember 1981 empfing Chung das Sakrament der Priesterweihe für das Bistum Tainan.
Chung war zunächst bis 1984 als Rektor des Kleinen Seminars des Bistums Tainan tätig. Nach weiterführenden erwarb Thomas Chung An-zu 1986 an der Päpstlichen Akademie Alfonsiana in Rom ein Lizenziat im Fach Moraltheologie. Anschließend lehrte er Moraltheologie und Spiritualität am Priesterseminar in Tainan. Zudem war er Spiritual. 1992 wurde Chung abermals nach Rom entsandt, wo er 1996 an der Päpstlichen Akademie Alfonsiana mit der Arbeit Pensiero del confucianesimo sulla famiglia. Spunto per un’adeguata evangelizzazione della famiglia cinese contemporanea („Die Vorstellungen des Konfuzianismus über die Familie. Ein Ausgangspunkt für eine angemessene Evangelisierung der heutigen chinesischen Familie“) im Fach Moraltheologie promoviert wurde. Nach der Rückkehr in seine Heimat wurde er Professor für Moraltheologie am regionalen Priesterseminar von Taiwan. Zusätzlich wirkte er von 1998 bis 2001 als Pfarrer der Pfarrei St. Joseph und als Diözesankonsultor. Ferner gehörte er dem Priesterrat und dem Diözesanpastoralrat des Bistums Tainan sowie der Kommission für die Senioren an. Von 2000 bis 2003 war Thomas Chung An-zu Regens des regionalen Priesterseminars von Taiwan, bevor er Kaplan an der Katholischen Fu-Jen-Universität wurde.
Papst Benedikt XVI. ernannte ihn am 31. Oktober 2006 zum Weihbischof in Taipeh und zum Titularbischof von Munatiana. Der Erzbischof von Taipeh, Joseph Cheng Tsai-fa SJ, spendete ihm am 30. Dezember desselben Jahres auf dem Gelände der Katholischen Fu-Jen-Universität die Bischofsweihe; Mitkonsekratoren waren Bosco Lin Chi-nan, Bischof von Tainan, und Peter Liu Cheng-chung, Bischof von Kaohsiung. Sein Wahlspruch Deum et hominem amare („Gott und den Menschen lieben“) stammt aus Mt 22,36-40 .
Am 24. Januar 2008 bestellte ihn Benedikt XVI. zum Bischof von Chiayi. Die Amtseinführung erfolgte am 1. März desselben Jahres.
Papst Franziskus ernannte ihn am 23. Mai 2020 zum Erzbischof von Taipeh sowie zum Apostolischen Administrator der Inselgruppen Kinmen und Matsu. Am 8. Juli 2020 berief ihn Papst Franziskus zum Mitglied des Päpstlichen Rates für den Interreligiösen Dialog. Zehn Tage später fand die Amtseinführung als Erzbischof von Taipeh statt. Seit 2020 ist Thomas Chung An-zu zudem Vizepräsident der Taiwanischen Bischofskonferenz.
Thomas Chung An-zu ist seit 2019 Großprior der Statthalterei Taiwan des Ritterordens vom Heiligen Grab zu Jerusalem.

## Schriften
- Pensiero del confucianesimo sulla famiglia. Spunto per un’adeguata evangelizzazione della famiglia cinese contemporanea. Pontificia Universitas Lateranensis, Rom 1995, OCLC 954556230.